# SMS Radetzky (1872)
La SMS Radetzky è stata una fregata a propulsione mista vela-vapore della k.u.k. Kriegsmarine in servizio tra il 1873 e il 1918. Ceduta alla Regia Marina dopo la fine della prima guerra mondiale fu demolita in Italia nel 1921.

## Storia
La costruzione della fregata lignea SMS Radetzky, su progetto dell'ingegnere Josef Romanko, fu ordinata presso lo Stabilimento Tecnico Triestino di Trieste e l'unità fu impostata il 29 dicembre 1869, varata il 20 giugno 1872, completata nel 1873 entrando in servizio effettivo nella k.u.k. Kriegsmarine il 18 agosto dello stesso anno.

## Descrizione tecnica
La SMS Radetzky era una fregata di costruzione mista, che dislocava 4.054 tonnellate a pieno carico, era lunga 85,50 m fuori tutto, larga 14,33 m, e con un pescaggio di 7,35 m a pieno carico. L'apparato propulsivo si basava su una macchina a 2 cilindri orizzontali ST Fiume e 4 caldaie a 20 focolari che erogavano una potenza massima di 3.792 Psi.  Esso muoveva un'elica bipala Griffith del diametro di 5,49 m.  La superficie velica, ripartita su tre alberi a vele quadre più bompresso e randa, raggiungeva i 2.711 m². La velocità massima raggiungibile era pari a 14,2 nodi, a 81 giri di macchina.  L'armamento iniziale si basava su 10 pezzi singoli da 180 mm. Esso fu modificato nel 1874 (15 pezzi Krupp da 150 mm e 2 cannoni Uchatius da 70 mm) e nel 1890 (15 pezzi Krupp da 150 mm, 2 cannoni da sbarco Uchatius da 70 mm, 7 cannoni a tiro rapido da 47 mm.

## Impiego operativo
Appena entrata in servizio divenne nave ammiraglia della Squadra Adriatica, ma nel febbraio 1874 si verificò la rottura di uno dei pistoni della macchina motrice, e la nave dovette andare ai lavori. Rientrata in servizio, nel mese di agosto partì per effettuare una crociera nell'Oceano Atlantico. Nel gennaio 1875 la Radetzky visitò il porto del Pireo e le isole greche del mare Adriatico. In aprile fu ispezionata dall'imperatore Francesco Giuseppe I che venne trasportato dalla fregata nel suo viaggio in Dalmazia. In seguito la Radetzky navigò verso il Mare Egeo dove rimase fino alla fine dell'anno. Nel 1876 la nave raggiunse Salonicco.
Nel 1882 vennero installate le luci elettriche e imbarcati cannoni da sbarco da 70 mm. Nel 1884 la Radetzky  effettuò crociere di addestramento ad Alessandretta e a Beirut, ricoprendo nuovamente il ruolo di nave ammiraglia della squadra. Nel 1885 ritornò a Salonicco, rientrando a Trieste il 10 marzo.
Il 13 settembre la principessa Stefania si imbarcò a bordo della Radetzky, da dove assistette a una regata di barche. La fregata, nave di bandiera del contrammiraglio Barone Hermann von Spaun, prese poi parte a manifestazione internazionale nautica in Grecia. Per quasi tutto il 1886 la Radetzky prestò servizio nell'Egeo, e verso la fine di quell'anno effettuò esercitazioni notturne con le armi effettuate, sotto con l'utilizzo della luce dei proiettori, alla presenza del comandante della k.u.k. Kriegsmarine ammiraglio Maximilian Daublebsky von Sterneck. L'11 gennaio 1887 rimase danneggiata da una forte tempesta, e dovette rientrare presso l'Arsenale di Pola per i necessari lavori di riparazione. Successivamente fu posta in posizione di riserva.
Il 16 aprile 1892 rientrò in servizio attivo come nave ammiraglia della Squadra Navi Scuola di stanza a Pola, alzando l'insegna del contrammiraglio Johann von Hinke. In quel servizio effettuò diversi viaggi di istruzione lungo le coste della Dalmazia.
Nel gennaio 1894 mentre era in navigazione nel Canale di Fasana, a causa di forte vento di bora che spirava corse il serio pericolo di andare ad arenarsi sul litorale. Nel tentativo di mettersi all'ancora ne perse tre, ma la quarta resistette e la nave si salvò dal naufragio.
Nel 1895 fu posta di nuovo nella Riserva Navale, e nel 1897 fu assegnata alla Scuola di Artiglieria e, cambiate le caldaie, effettuò i lavori di conversione al nuovo ruolo che si conclusero il 31 luglio dello stesso anno. Nel 1898 ricoprì l'incarico di nave ammiraglia della Divisione Navi Scuola di stanza a Vergarolla.
Il suo equipaggio permanente, e gli Allievi imbarcati, in tutto circa 700 persone, si occupavano anche della manutenzione della Erzherzog Ferdinand Max.
Nel 1902 vennero sbarcate motrice e le caldaie vennero, e il 31 marzo 1908 l'unità assunse il nuovo nome di SMS Adria.
Dopo lo scoppio della prima guerra mondiale, il 1 agosto 1914 la Adria fu utilizzata come nave guardaporto e scuola di artiglieria.
A partire dal 30 novembre 1915 ricoprì il ruolo di nave alloggio per gli equipaggi dei sommergibili tedeschi, della Kaiserliche Marine operanti nel Mediterraneo, imbarcando come armamento 4 cannoni da 150 mm.
Il 12 novembre 1917 fu visitata dal Kaiser Guglielmo II.
Sopravvissuta alla guerra, nel 1920 fu consegnata al Regno d'Italia, e successivamente venduta per demolizione a Genova, dove venne smantellata nel corso del 1921.

### Annotazioni
1. ↑  In tedesco per i nomi delle navi, "SMS" significa Seiner Majestät Schiff ("Nave di Sua Maestà").
2. ↑  Lo scafo composito aveva una ossatura in ferro, mentre il fasciame, i ponti e la sovrastruttura erano realizzate in legno di teak.

### Fonti
1. 1 2 3 4 5 6 7 8 9 10 11 12 13  Agenzia Bozzo.
2. 1 2 3 4 5 6 7 8 9 10 11 12 13 14 15 16 17 18 19 20  kuk Kriegsmarine.
3. 1 2 3 4  Gogg 1974, p. 47.
4. 1 2 3  Chesneau, Kolesni 1979, p. 276.
5. 1 2  Greger 1976, p. 132.